# 23733 Hyojiyun
23733 Hyojiyun è un asteroide della fascia principale. Scoperto nel 1998, presenta un'orbita caratterizzata da un semiasse maggiore pari a 2,4016802 UA e da un'eccentricità di 0,1150277, inclinata di 7,85103° rispetto all'eclittica.